# دووگوبوژ دروگی
دووگوبوژ دروگی (به لهستانی:  Długobórz Drugi) یک روستا در لهستان است که در گمینا زامبروو واقع شده‌است.